# Norbert Kaiser
Norbert Kaiser (* 22. Juni 1944) ist ein deutscher Journalist, Lyriker und Liedtexter.
Bekannt geworden  ist Kaiser vor allem wegen seiner Texte für die Band Karat. Aus Kaisers Feder stammen unter anderem die Texte für das Album Schwanenkönig sowie die meisten Texte auf Der blaue Planet, Über sieben Brücken/Albatros, Fünfte Jahreszeit und  Die sieben Wunder der Welt.
Am 7. Oktober 1984 erhielt er zusammen mit Karat für seine Arbeit als Texter den Nationalpreis III. Klasse für Kunst und Kultur. 1987 beendete er seine Zusammenarbeit mit der Band und siedelte in die Bundesrepublik Deutschland über, wo er als Journalist arbeitete. Seit jüngerer Zeit ist Kaiser auch wieder als Liedtexter aktiv, zum Beispiel für Thomas Natschinski. Seit 2009 arbeitet Kaiser mit der Stern-Combo Meißen; für das Album Lebensuhr schrieb er neun Texte.